# 勐腊凤尾蕨
勐腊凤尾蕨（学名：Pteris menglaensis）为凤尾蕨科凤尾蕨属下的一个种。

## 扩展阅读
- 維基物種上的相關：勐腊凤尾蕨